# Catfish – Verliebte im Netz
Catfish – Verliebte im Netz ist eine US-amerikanische Reality Show über Online-Dating, welche auf der Dokumentation Catfish (2010) von Ariel Schulman basiert. Als Moderatoren fungieren Nev Schulman und bis zur siebten Staffel Max Joseph; er wurde in der siebten Staffel mehrmals durch unterschiedliche Gastmoderatoren vertreten und ab der achten Staffel durch Kamie Crawford ersetzt. Ihre Premiere hatte die Serie am 12. November 2012 auf MTV; in Deutschland wird die Serie seit dem 20. Februar 2013 ausgestrahlt.

## Begriff
„Catfish“ bezeichnet im Englischen ursprünglich den Fisch Katzenwels, darüber hinaus hat er die Bedeutung eines Betrügers angenommen, der mit einem gefälschten Internetprofil auftritt; dieses falsche Profil wird auch als Sockenpuppe bezeichnet.
Diese Bedeutung geht auf eine Anekdote zurück, die der Ehemann der Betrügerin im ursprünglichen Dokumentarfilm erzählt. Angeblich wurde lebender Kabeljau in großen Fischtanks von Kanada nach China verschifft. Man stellte fest, dass die Fische sich auf der langen Reise träge verhielten und ihr Fleisch ungenießbar wurde, bis man einen einzigen Katzenwels mit in den Tank gab. Dieser scheuchte den Kabeljau immer wieder auf und hielt ihn so fit. Der Ehemann, der selbst immer wieder von seiner Frau mit fantastischen Geschichten getäuscht wurde, vergleicht diese mit dem Katzenwels in der Geschichte.

## Handlung

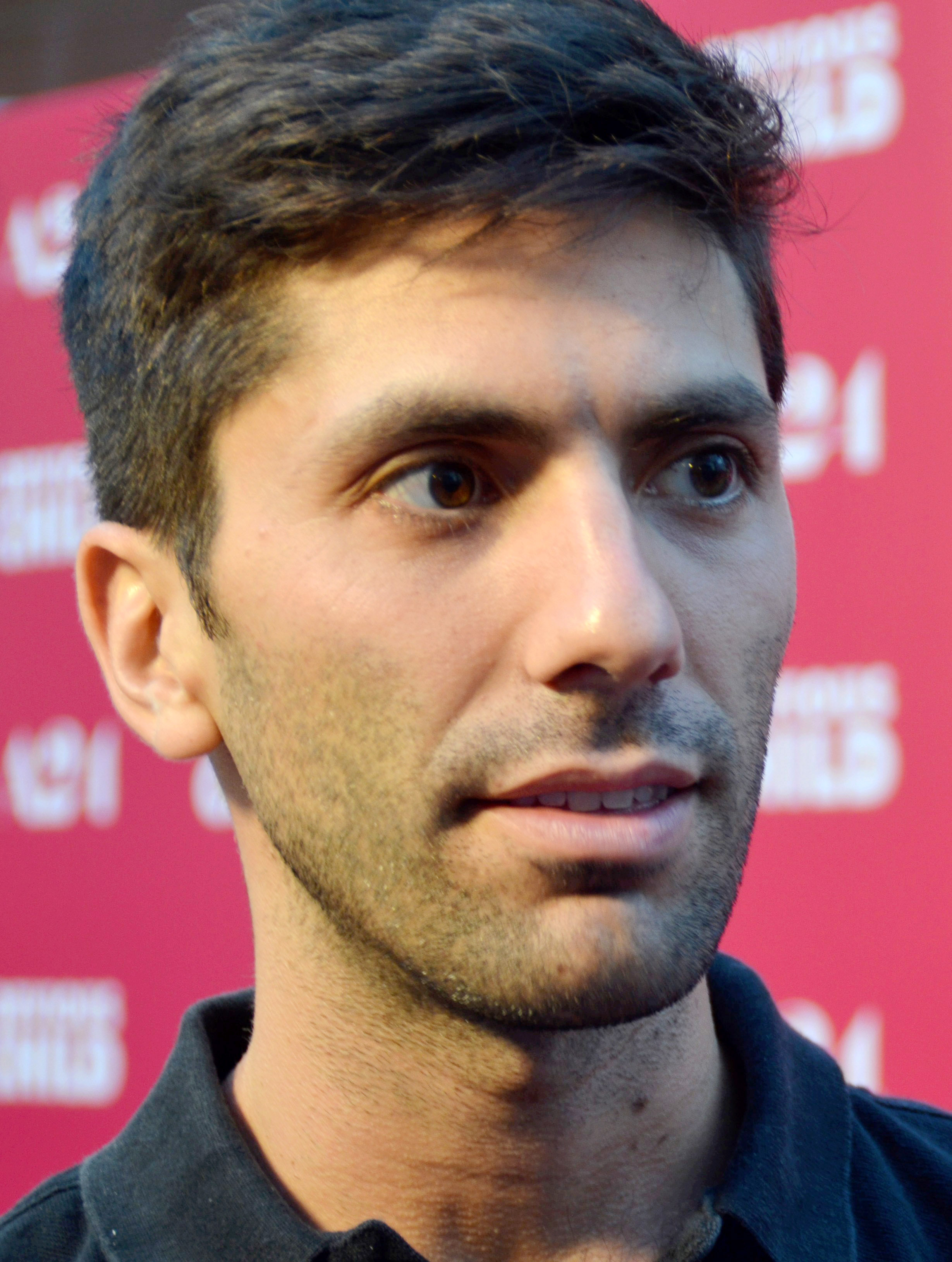
Moderator Nev Schulman

In der Sendung besuchen die beiden Moderatoren Nev Schulman und Max Joseph die Person, die sich in einen „Catfish“ verliebt hat oder schon in einer Beziehung mit dieser Person ist, jedoch noch nie getroffen hat. Die Moderatoren werden von diesen Personen um Hilfe gebeten, um festzustellen, inwiefern das Onlineprofil und die Mitteilungen der Wahrheit entsprechen, um anschließend ein Treffen zu arrangieren.

## Staffel 4
In den ersten fünf Folgen der vierten Staffel war Max Joseph nicht zu sehen, da dieser während der Produktion der Staffel an den Dreharbeiten zum Spielfilm We Are Your Friends mit Zac Efron beteiligt war. Nev Schulman moderiert diese Folgen mit Gaststars, darunter Angel Haze, Cassidy Wolf, Charlamagne Tha God und Tyler Oakley.

## Ausstrahlung und Produktion
Ausgestrahlt wurden die zwölf Folgen der ersten Staffel zwischen dem 12. November 2012 und dem 25. Februar 2013. Bereits im Dezember 2012 bestellte MTV eine zweite Staffel der Serie, deren Folgen vom 25. Juni bis zum 15. Oktober 2013 gesendet wurden. Zehn Tage später wurde die Serie um eine dritte Staffel verlängert. Die Ausstrahlung dieser Staffel fand vom 7. Mai bis zum 9. Juli 2014 statt. Zwei Tage später erfolgte die Verlängerung um eine vierte Staffel. Zwischen Februar und September 2016 lief die fünfte Staffel, zwischen März und September 2017 die sechste.
In Deutschland strahlte MTV die erste Staffel zwischen dem 20. Februar und dem 5. Mai 2013 aus. Die zweite Staffel folgte vom 25. August 2013 bis zum 13. März 2014. Die dritte Staffel wurde zwischen dem 31. August und dem 9. November 2014 ausgestrahlt. Die Specials Untold Stories und Aftershow 301 wurden am 24. August 2013 ausgestrahlt. Des Weiteren wurde die Serie auf VIVA und nicknight ausgestrahlt.

### Synchronisation
Bei allen Folgen bleibt der Originalton erhalten, allerdings übersetzten Sprecher das Gesagte ins Deutsche. Die deutsche Synchronisation erstellte für die erste Staffel die Synchronfirma Studio Hamburg Synchron GmbH, seit der zweiten Staffel übernimmt dies die Firma VSI Synchron GmbH. Die erste Staffel entstand unter der Dialogregie von Marion von Stengel, seit der zweiten Staffel ist für die Dialogregie Jörg Heybrock verantwortlich.

## Besetzung & Synchronisation
| Besetzung      | Synchronsprecher/in | Hauptrolle (Staffel) |
| -------------- | ------------------- | -------------------- |
| Nev Schulman   | Rasmus Borowski     | 1–                   |
| Max Joseph     | Steven Merting      | 1–7                  |
| Kamie Crawford | Isabelle Schmidt    | 8–                   |

Gastmoderatoren (Staffel 7)
- Elle King
- Nick Young
- Kimiko Glenn
- Kamie Crawford
- Jane Carrey
- Tallulah Willis
- Laura Perlongo
- Zeke Thomas
- Justin Combs
- Rashad Jennings
- Slick Woods

## Ähnliches Format
MTV produziert ein ähnliches Format namens Ghosted: Verliebt und Verschwunden. Moderiert wird die Sendung vom Sänger und Rapper T. Mills und Rachel Lindsay.

## Ableger
- Catfish Colombia, aus Kolumbien; mit Diego Sáenz und Sebastián Parra
- Catfish Brasil, aus Brasilien; mit Ciro Sales und Ricardo Gadelha
- Espías del Amor aus Chile, mit Julio César Rodríguez (1–), Andrés Alemparte (1–), César Antonio Campos (3–), Marcelo Arismendi (1–2)
- Catfish Mexico aus Mexiko, mit Chapu Garza und José Luis Badalt
- Catfish UK aus Vereinigtes Königreich, mit Julie Adenuga und Oobah Butler